# Historia animalium (Gessner)

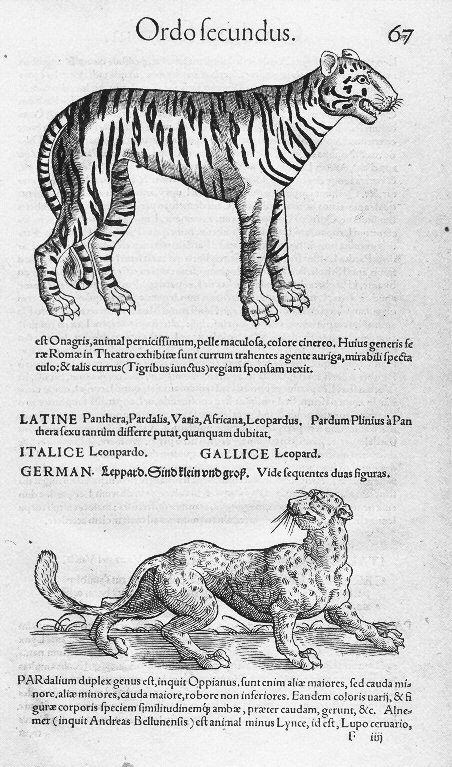
El tigre y el leopardo de Historia animalium. 1551, libro 1 -Viviparous Quadrupeds

Historiæ animalium (en latín) o Historia de los animales, es un catálogo zoológico escrito por Conrad von Gesner y publicado en Zúrich entre los años 1551 y 1587. Se considera el primer trabajo moderno que intenta describir todos los animales conocidos. Consta de cinco volúmenes con un total de 4 500 páginas y se considera la magnum opus de Gessner y la obra más leída de todas las historias naturales del renacimiento.
En 1563 se tradujeron al alemán los cuatro primeros volúmenes en una edición condensada que se llamó Thierbuch (Libro de los animales), el cual sirvió de inspiración al clérigo y naturalista inglés Edward Topsell para su bestiario The History of Four-footed Beasts and Serpents (La historia de las bestias de cuatro patas y las serpientes), publicado por primera vez en 1607.

## La obra

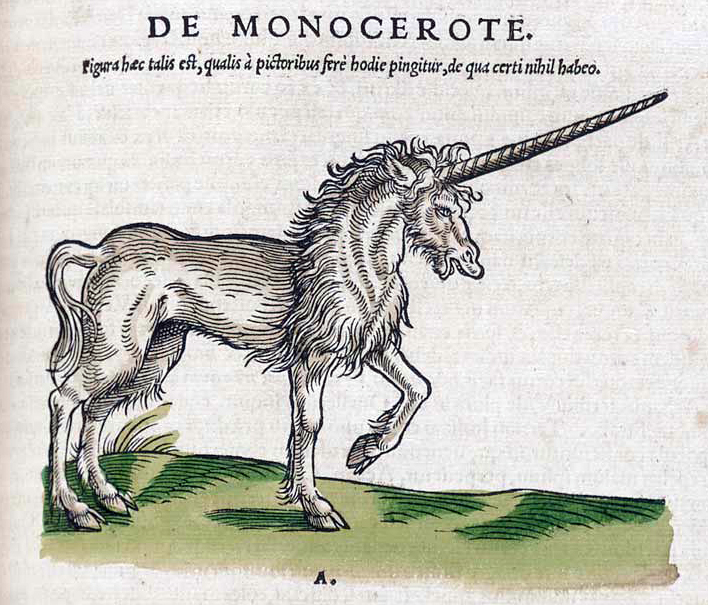
Unicornio en Historiæ animalium

Gessner intentó establecer una conexión entre el conocimiento antiguo, el medieval y la incipiente ciencia moderna de las primeras etapas del renacimiento. Para ello utilizó multitud de fuentes para formular un conocimiento comprensivo de la historia natura, que constituyó el primer intento serio de describir el reino animal con cierto rigor y precisión. Conrad Gessner intentó rellenar los huecos vacíos en el conocimiento científico de la época acerca de la etología de muchos animales, tomando como fuentes sus propias observaciones, textos religiosos como el Antiguo Testamento, el folclore y leyendas populares, así como textos de filósofos griegos como Aristóteles (Historia de los animales), Plinio el viejo y Claudio Eliano.
A través de su extensivo trabajo Gesser buscó distinguir hechos de mitos, aunque su trabajo enciclopédico también incluía criaturas mitológicas y bestias imaginarias, para las cuales se inspiró en el libro Physiologus, mezcladas con animales recién descubiertos en las Indias Orientales, Europa del norte y en el Nuevo Mundo. El trabajo incluye información extensiva sobre mamíferos, aves, peces, y Reptiles, describe detalladamente sus hábitos e incluye sus posibles usos en medicina y nutrición.

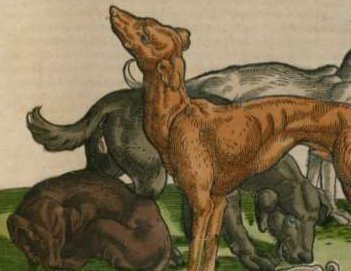
Perros de caza de Historia animalium, 1551. Liber 1. Quadrupedibus viviparis

## Estructura y contenido
- Liber I. De quadrupedibus viviparis (mamíferos). Froschauer, 1551.[5]
- Liber II. De quadrupedibus oviparis (reptiles). Froschauer, 1555.[6]
- Liber III. Qui est de avium natura (aves). Froschauer, 1555.[7]
- Liber IV. De piscium et aquatilium animantium natura (peces). Froschauer, 1560.[8]
- Liber V. Qui est de serpentium natura (serpientes). Froschauer, 1587,[9] publicado en 1587, tras la muerte de Gessner.

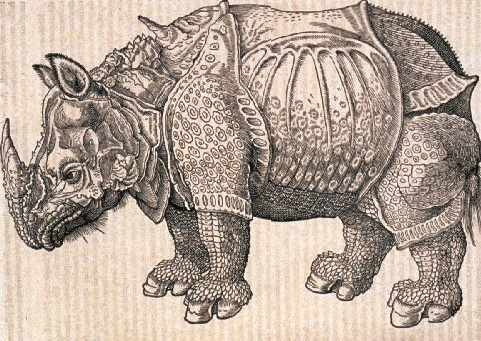
Copia de Gessner del Rinoceronte de Durero.

## Ilustraciones
La historia natural de Gessner fue inusual en el siglo XVI por proporcionar ilustraciones al lector, que representan a los animales en su hábitat natural, muchas de ellas realizadas por el propio Gessner, así como por otros artistas como Lucas Schan, al que se le atribuye la autoría de la mayor parte de láminas del volumen dedicado a las aves. Gessner también copió obras de otros autores para incorporarlas a su obra, como el Rinoceronte de Durero y también fue el primero en ilustrar fósiles.